# Cobos de Fuentidueña
Cobos de Fuentidueña település Spanyolországban, Segovia tartományban. Cobos de Fuentidueña Fuentidueña, San Miguel de Bernuy, Fuentesoto, Castro de Fuentidueña, Castrojimeno, Carrascal del Río és Navalilla községekkel határos. Lakosainak száma 28 fő (2024).

## Népesség
A település népessége az elmúlt években az alábbi módon változott:
| Lakosok száma | 67   | 56   | 52   | 47   | 37   | 39   | 34   | 34   | 42   | 28   |
|               | 2001 | 2004 | 2007 | 2009 | 2012 | 2014 | 2017 | 2019 | 2022 | 2024 |